# Macroeubria fulva
Macroeubria fulva is een keversoort uit de familie keikevers (Psephenidae). De wetenschappelijke naam van de soort werd in 1999 gepubliceerd door Lee, Yang & Satô.